# Accord bilatéral d'échange de main-d'œuvre entre la Belgique et le Maroc
L'accord bilatéral d'échange de main d' œuvre entre la Belgique et le Maroc est un accord qui organise l'échange de main-d’œuvre et l'immigration entre la Belgique et le Maroc. Il est rendu possible par la convention entre la Belgique et le Maroc relative à l'occupation des travailleurs marocains en Belgique du 17 février 1964, publiée dans le Moniteur belge du 17 juin 1977.
Cette convention s'inscrit dans un contexte de pénurie de main-d’œuvre dans l'industrie (houillère, métallurgique, de la construction et du textile) en Belgique et de vieillissement de la population en Wallonie. Des travailleurs marocains sont recrutés dans leur pays d'origine et envoyés en Belgique pour remédier à ces problèmes. Cet accord fait partie d'un ensemble de conventions d'échange de main-d’œuvre conclues entre la Belgique et notamment l'Italie, la Turquie et la Grèce depuis les années 1950.

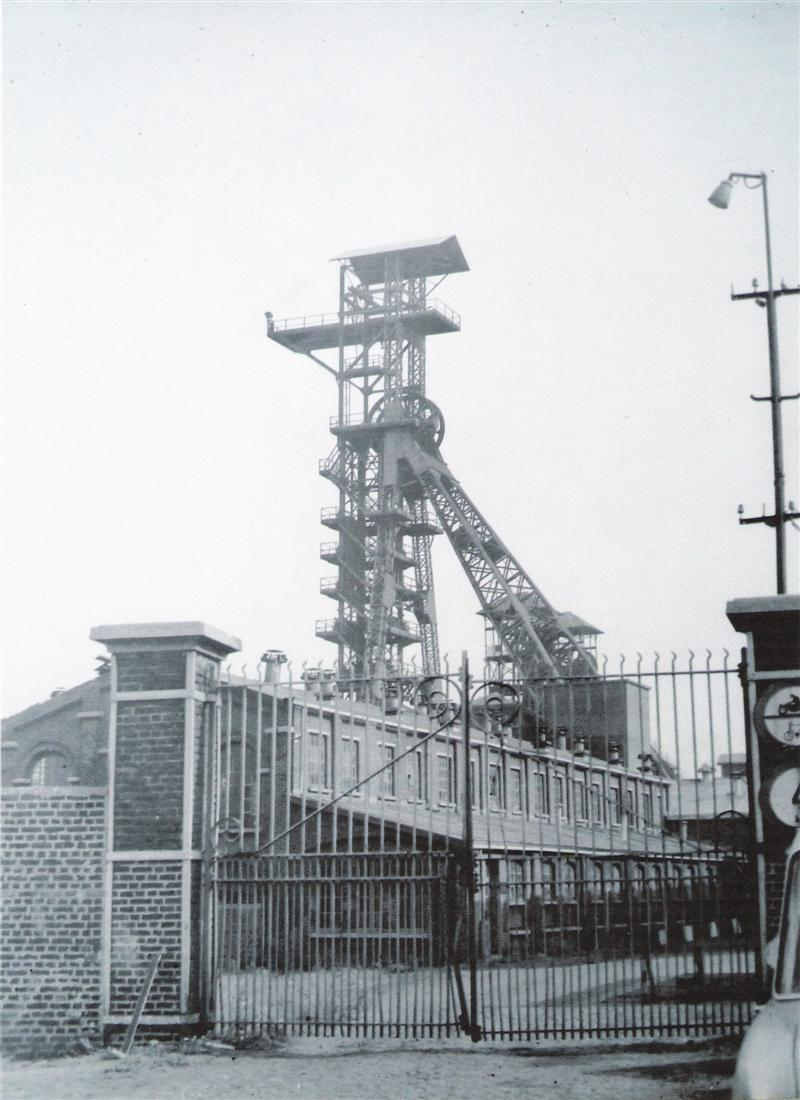
Mine de charbon de Souvret dans le Hainaut

## Contexte social et économique en Belgique
Durant la Seconde Guerre mondiale, les infrastructures belges sont faiblement impactées par les destructions dues au bombardement durant la seconde guerre mondiale. Au sortir conflit, l'Europe entame une reconstruction de l'industrie et modernise tous ses outillages. Mais la Belgique décide de conserver ses infrastructures minières intactes car l'industrie charbonnière est à la base de son économie. En effet, le charbon était la seule source d'énergie disponible pour les industries lourdes. 
La montée en puissance des secteurs de l'électricité et du pétrole provoque une forte baisse du prix du charbon en Europe. Cette baisse affecte la compétitivité du secteur charbonnier belge vis-à-vis des États voisins. En effet, les outillages dans les mines sont restés vétustes et inchangés. Le rendement des mines belges devient donc l'un des plus faibles en Europe dans les années 1950. Cette situation pousse l'État belge à subventionner le charbon.
Malgré cette crise, une pénurie de main-d'œuvre dans le secteur se fait ressentir. Beaucoup d'hommes sont morts à la guerre, certains sont invalides, d'autres trop jeunes ou trop âgés. Lors de la libération de 46 000 prisonniers de guerre Allemands, ces derniers ont été mis au travail dans les mines. Dès 1946, ils sont remplacés par 77 000 mineurs italiens à la suite de l'accord établi entre l'Italie et la Belgique. Il s'agit de la première convention bilatérale concernant le recrutement de main-d'œuvre ; elle sera suivie par d'autres. Cependant, après la lourde catastrophe de Marcinelle, datant du 8 août 1956, qui provoqua la mort de 262 mineurs, dont 132 italiens, l'Italie, en état de choc, refuse d'envoyer travailler ses ressortissants dans des mines en Belgique. La Belgique veut avant tout recruter des Belges pour le travail dans les mines mais étant donnée la mauvaise réputation attachée au secteur minier, peu de travailleurs belges se présentent. Le travail des mineurs est dévalorisé en raison des mauvaises conditions sociales et matérielles ainsi que d'un retard salarial constant. Ces problèmes créent une pénurie de main-d'œuvre dans l'industrie houillère, dans la métallurgie, dans la construction et dans le textile.
À tout cela s'ajoute le problème du vieillissement de la population en Wallonie. Une des solutions retenues par l'État belge est le recours à de la main-d'œuvre étrangère. Cela engendre donc une reprise de l'immigration italienne, espagnole, portugaise, grecque, maghrébine (notamment marocaine) et turque dès l'année 1946. Les immigrés en Belgique constituent une force, un poids vital sur le marché du travail. Ces derniers sont beaucoup plus nombreux par rapport aux ouvriers belges. Grâce à cette main d'œuvre, nous pouvons dire que l'industrie belge fonctionnera à plein régime durant une trentaine d'années qu'on appelle les trente glorieuses.

## Le contexte social et économique au Maroc
Dans le même temps, la politique d'emploi appliquée par le gouvernement marocain prône l'émigration en raison de la situation de sous-emploi de la population. En effet, l'offre d'emploi sur le territoire marocain était trop faible par rapport à la demande d'emploi (200 000 nouveaux demandeurs d'emploi par an sur le marché contre seulement 50 000 emploi disponibles).  Le Maroc a plusieurs buts à travers cette convention. Celle-ci lui permet de faire entrer des devises au Maroc mais aussi d'atténuer la crise de l'emploi, de faire face à une pression démographique assez importante et enfin de diminuer les nombreuses contestations politique présentes au sein du royaume.
Cet instrument du développement économique et social du pays d'origine a un effet pervers : dépeupler des régions entières du Maroc repousse le délai de formation et d'évolution du pays. Si cette émigration n'avait pas eu lieu, le Maroc aurait été contraint de se développer plus tôt. Les zones les plus propices au recrutement de la main d'œuvre laborieuse étaient essentiellement des zones très pauvres, à faible pluviométrie, principalement la zone du Rif. 

## La signature de la convention

### Le choix du Maroc par les autorités belges
Le Maroc et la Belgique avaient déjà effectué des échanges de main-d'œuvre de manière non officielle. Ce premier échange est effectué dans le cadre du traité de Fès de 1912. Le Maroc était alors placé sous le protectorat français, ce qui a pour conséquence qu'une première main-d'œuvre est déjà envoyée pendant la 1re guerre mondiale afin d'assurer les besoins à l'arrière front. On nomme cette main-d'œuvre « service des travailleurs Coloniaux ».  À ce moment-là, la première destination des marocains qui arrivent en Belgique est la ville de Liège, là ou l'industrie du charbon est importante.
La main-d'œuvre marocaine est appréciée car elle était considérée comme plus apolitique, maniable, religieuse que la main-d'œuvre des autres pays du Maghreb. De plus, les travailleurs marocains étaient plus expérimentés que les autres dans le travail minier et industriel. Ils semblaient donc avoir de bonne aptitudes professionnelles, leur connaissance jugée suffisante du français leur conférant un avantage supplémentaire. Par ailleurs, l'investissement belge au Maroc était assez considérable et les relations diplomatiques étaient bonnes, selon G.Carlier, ambassadeur de Belgique au Maroc.

### Les négociations entre la Belgique et le Maroc
Dès 1957, les autorités marocaines prennent contact directement avec le gouvernement belge en vue du recrutement de Marocains pour les mines belges. Victor Larock, le ministre des Affaires étrangères belge accepte cette demande et effectue un test avec 300 travailleurs qui s'avère concluant ; ce premier projet est pourtant abandonné.
En 1962, la convention belgo-marocaine est remise sur les rails. La Fédération charbonnière de Belgique (Fédéchar) envisage de recruter un nombre élevé de marocains. Abdelkader Benjelloun, le ministre du Travail et des Affaires sociales marocain est très favorable à cette idée. Les négociations conduisant à la signature de la convention ont lieu durant le mois d'août 1963 ; elles durent cinq jours. Le texte de la convention est similaire à ceux réalisés entre la Belgique et l'Italie, l'Espagne et la Grèce, conclus quelques années auparavant.

## L'accord bilatéral

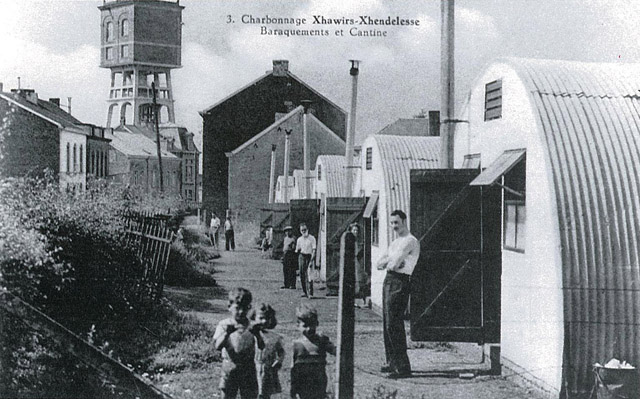
Charbonnage des Xhawirs : baraquements et cantine

En janvier 1964, le ministre marocain des Affaires étrangères, Ahmed Reda Guedira, se rend à Bruxelles afin de discuter à propos du marché commun. Un peu plus tard, le 17 février, la convention belgo-marocaine est signée par les deux ministres du Travail, M.[Qui ?] Servais pour le gouvernement belge et M.[Qui ?] Ouezzani pour le gouvernement marocain. 
La signature de cette convention aura des effets immédiats. N’étant qu’un accord-cadre, la convention belgo-marocaine devra être complétée par une convention de sécurité sociale qui sera signée en 1968. L’accord prévoit des dispositions générales assurant l’égalité de traitement entre les travailleurs belges et marocains, réglementant le regroupement familial, les transferts de fonds, ainsi que des dispositions supplémentaires concernant le recrutement des mineurs de fond. Les annexes disposent d’une fiche médicale et d’un texte de contrat de travail types (pour les secteurs autres que les mines, pour les charbonnages belges et pour l’industrie de la construction),. 
Le contenu des accords (en général) est purement dicté par les besoins socio-économiques des pays importateurs de main-d’œuvre ; ils « omettent de définir les aspects sociaux et culturels avec le pays d’origine ». La convention belgo-marocaine de 1964 va également en ce sens du fait qu’elle dispose de très peu d’articles sur la vie sociale et culturelle. Trois aspects pratiques évoqués par la convention belgo-marocaine semblent essentiels : l’égalité de traitement, les transferts de fonds et le regroupement familial.

### Le recrutement des travailleurs marocains
Tout d’abord, il faut souligner que si l'accord belgo-marocain a vu le jour c’est parce que l’immigration marocaine en Belgique est alors déjà organisée mais pas encadrée. C’est donc en utilisant des « circuits existants » que cet accord va s'exercer. En effet, avant la convention belgo-marocaine, les charbonnages engagent directement les travailleurs marocains présents sur les listes que le ministère du Travail marocain fournissait à Fédéchar. D’ailleurs, le Consul général rappelle, après la signature de la convention, que Fédéchar ne doit pas prendre contact directement avec les travailleurs désireux de rejoindre la Belgique, mais par le biais de son personnel présent au Maroc (ambassadeur, consuls généraux), et seulement en collaboration avec Fédéchar.
La convention belgo-marocaine ne mentionne pas explicitement Fédéchar comme autorité de recrutement mais son article 25 autorise des représentants qualifiés des gouvernements marocains et belges ou « d’autres personnes dûment autorisées à cet effet (à) intervenir dans le recrutement de travailleurs marocains destinés aux entreprises belges » que la Belgique doit recruter. Comme le dispose l’article 3 de la convention : « le recrutement des travailleurs marocains est organisé par les services du Ministère de Travail belge, par les services du Ministère du Travail et des Questions sociales du Maroc, en accord avec les autorités diplomatiques et consulaires de la Belgique ». 
La présélection des travailleurs marocains est ensuite effectuée par le Ministère du travail marocain en fonction de la situation de l’emploi dans les différentes régions du pays. Ensuite, la convention prévoit certaines conditions pour qu’un marocain puisse être parite prenante à un tel contrat de travail. Celles-ci sont énumérées à l’article 3 de la convention : « (Le candidat doit avoir entre 20 et 35 ans, doit jouir d’une bonne santé prouvée par un examen médical prodigué par le gouvernement marocain et le candidat ne doit pas avoir subi une peine d’emprisonnement pour motif grave) ».
Après un premier contrôle médical dans la ville la plus proche, un second est organisé selon les critères du Bureau International du Travail dans certaines villes (Casablanca, Oujda). Le second contrôle comporte des radiographies, analyses et parfois des avis d’experts. Dans le but de faciliter le recrutement et atteindre l’objectif des 3000 visas durant l’année 1964, le consul général augmente le personnel et agrandit les locaux. Dès avril 1964, P. Anciaux, sous la pression du ministre marocain du Travail, étend à d’autres secteurs industriels le recrutement de travailleurs. 
Le recrutement de main-d’œuvre prévu par la convention belgo-marocaine ne se limitant plus au seul secteur du charbonnage, le consul général doit traiter à partir de juin 1964 des milliers de demandes en plus de celles destinées à Fédéchar. Quelques mois après la mise en place de la convention, le rythme moyen s’élève à une centaine de travailleurs engagés par mois.
Enfin, il faut savoir aussi que le déplacement, les frais de transports sont pris en charge par les entreprises belges au sein desquelles sont recrutés les travailleurs immigrés. D'une part, suivant la convention, le gouvernement belge veille aux meilleures conditions de transport des travailleurs recrutés c'est-à-dire via la mer ou avec la Sabena. Il est important d'ajouter que le permis de travail et de séjour ne sont attribués qu'après l’arrivée de ces personnes en Belgique. D'autre part, le gouvernement Belge s'inquiète car de nombreux faux passeports circulent sur le territoire. Il est donc de plus en plus difficile d'identifier formellement les marocains présents en Belgique et de s'y retrouver dans leurs modes de nomination d'autant plus que les registres de l'état civil marocain n'existaient que depuis quelques années.

### L’égalité de traitement
L’article 12 de la convention garantit l'égalité de traitement avec les travailleurs belges en ce qui concerne les avantages sociaux, les conditions de travail ainsi que les allocations familiales. Cela concerne aussi les membres de la famille, en y rajoutant la pension de retraite et de survie. Il faut savoir que ces droits sont acquis même si le travailleur ne possède qu'un permis de travail temporaire.
Cependant, la pratique réelle était loin de cette égalité théorique : il y avait en fait une forte différence de traitement entre les immigrés et les ouvriers belges au sein des mines. Entre autres, les travailleurs belges sont prioritaires par rapport aux travailleurs étrangers. Ces derniers sont les ouvriers qu’on a insérés dans un système de prolétaires pour des rôles précis dans le domaine industriel. Les étrangers étaient les seuls à accepter de travailler dans de telles conditions. Ces personnes sont insérées dans le système de production pour des tâches précises, dans des secteurs industriels bien déterminés tels que des tâches lourdes, dangereuses, aux horaires difficiles.
De plus, la presse belge de l’époque avait rapporté que des travailleurs marocains n’avaient pas touché le salaire conventionnel pour la raison que leur rendement était censé être inférieur. Si cela s'était avéré, ces derniers auraient pourtant pu être licenciés en vertu de l’article 20 de la loi du 10 mars 1900 sur le contrat de travail. En réponse, de plus en plus de travailleurs marocains se syndiquèrent afin d’assurer la défense de leurs droits.

### Les transferts de fonds
L’article 15 de la convention prévoyait que : « Les travailleurs marocains peuvent transférer au Maroc leurs économies, dans le cadre de la législation et de la réglementation en vigueur. ». En 1960, l’ensemble des transferts des travailleurs marocains à l’étranger représentent 60 millions de dirhams ; en 1970, ils atteignent 316,8 millions de dirhams. Les transferts ne cesseront d’augmenter jusqu’en 1980 où ceux-ci atteignirent 4,52 milliards de dirhams transférés.
En faisant rentrer des devises au Maroc, on contribue à la suppression du chômage ainsi qu’à assurer la paix sociale au sein du pays. Cette émigration permet donc d’équilibrer les comptes extérieurs du pays et de contrer le chômage local.
Ces migrants ont aussi contribué au développement économique du Maroc. C’est un phénomène majeur dans l’histoire du pays qui a eu des conséquences considérables.

### Le regroupement familial
Toute migration de main d’œuvre entraîne d’office une immigration familiale : c’est un tout indissociable. Au début des années 1960, le gouvernement belge encourage la politique du regroupement familial et s’engage à faciliter le déplacement, l’accueil et l’installation des familles des travailleurs immigrés. 
La convention bilatérale du 17 février 1964 stipule d’ailleurs dans son article 13 que : « les travailleurs marocains établis en Belgique auront la faculté de se faire rejoindre par leurs familles, dès le moment où ils auront travaillé pendant 3 mois et à la condition qu’ils disposent d’un logement convenable pour la famille. Celle-ci comprend l’épouse et les mineurs à charge ».
L’importance liée à la dimension familiale se remarque à la fois dans l’information faite de la politique migratoire belge et dans une réglementation de 1965 qui prévoit que la moitié des frais de voyage de l’épouse et des enfants qui l’accompagnent seront remboursés, pour autant que la famille compte au moins trois enfants d’âge mineur. Le ministère de l’emploi et du travail diffuse une brochure intitulée Vivre et travailler en Belgique en 1965. Celle-ci est destinée essentiellement à l’Afrique du Nord.
Cette brochure sera déposée dans les 9 consulats Marocain de Belgique. Elle met en avant l’accueil que la Belgique réserve aux familles des travailleurs immigrés et explique en détail le système des allocations familiales ainsi que celui de la sécurité sociale en y ajoutant que la Belgique garantit la liberté religieuse. Dans ses dispositions complémentaires, la Convention belgo-marocaine est plus précise sur le plan matériel en ce qui concerne les travailleurs de l’industrie houillère. L’article 19 des dispositions complémentaires prévoit que ceux-ci « doivent disposer d’un logement convenable et d’une nourriture conforme, autant que possible, à leurs habitudes alimentaires ». 
De plus, l’article 21 des dispositions complémentaires prévoit que les phalanstères des charbonnages devront répondre à plusieurs critères, notamment en ce qui concerne les dortoirs : ceux-ci doivent être chauffés, et les travailleurs doivent disposer d’un « lit à ressort muni d’un matelas », d’une armoire, etc.

## La scolarité
Étant donné que la population étrangère est nettement plus jeune que la population belge, la Convention se doit de prévoir des dispositions concernant la scolarité en Belgique, un sujet assez problématique.   
On remarque deux grands problèmes :   
Dans un premier temps, il y a énormément de retard scolaire mais aussi un problème d’orientation. Les enfants issus de l'immigration ont plus tendance à se diriger vers un enseignement professionnel que des études générales. La présence des enfants migrants est donc forte en maternelle et en primaire, un peu moins grande dans les deux premières années secondaire et très faibles dans la suite du cursus scolaire.   
Ces enfants doivent affronter seuls un grand nombre de difficultés. Leurs parents ne peuvent pas leur fournir une aide matérielle, pas plus qu'une aide culturelle, éléments  assez importants pour la réussite à l'école. L'apprentissage d'une autre culture que la leur affaiblit la relation avec leurs parents. Pour d'autres, ils ont déjà été scolarisés dans leur pays d'origine et l'adaptation à la langue ainsi qu'au système leur font perdre une année, étant donné que leurs certificats d'enseignement obtenus dans leur pays ne sont pas reconnus.  

## La relation entre les Belges et les étrangers
Comme énoncé précédemment, en matière de droit à l’assistance publique, les Belges et les étrangers ne sont pas traités de la même manière. Le regroupement des Maghrébins dans certains quartiers, en particulier à Bruxelles, est ressenti par les autochtones comme étant une menace. Une certaine reproduction de leur comportement social dans leur pays d’origine et leur attachement à leurs coutumes se fait ressentir comme un refus d’intégration par les Belges. 
Le Conseiller communal libéral Robert Blockx se prononce sur l’effet néfaste de l’afflux d’étrangers dans les quartiers de gare du Nord, de Schaarbeek. Celui-ci rajoute que certains habitants ressentent une certaine peur au moment de sortir de chez eux et cela plus précisément le soir. Il conseille de renforcer la surveillance des étrangers. Cette intégration est en réalité difficile en raison d’un manque d’action en matière de logement, de scolarisation. La deuxième génération, issue de l’immigration, se retrouve perdue entre deux cultures. Ce n'est qu'à partir de la 3e génération que les immigrés pourront entièrement se fondre dans la culture occidentale.

## Problèmes relatifs à la publication de la convention
Le problème éclate en 1973 alors que M.[Qui ?] Vanderpoorten, ministre de la Justice belge, tente d’expulser des enfants marocains en séjour illégal et ce en violation de la convention. Lorsque celui-ci tente de retrouver le texte de cette convention, il se rend compte qu’en réalité elle n’a jamais été publiée au Moniteur belge, ce qui lui fait affirmer que la convention « n’a pas eu l’assentiment des Chambres, n’a pas été publiée et n’a dès lors pas force obligatoire en Belgique ».
La signature de cette convention, qui permet de fixer l'organisation du recrutement et la reconnaissance de certains droits, est restée ignorée par la population mais aussi par un grand nombre de dirigeants d'entreprise. Seul un maigre entrefilet apparaît dans la presse. Suivant les avis du ministère du travail et celui des affaires étrangères, le texte ne sera même pas enregistré comme traité international de l’ONU.
La convention a été rendue publique le 17 juin 1977, en même temps que d’autres conventions bilatérales oubliées. Certains, pensent que si les textes de cette convention n'avaient pas été publiés, cela avait comme but d'éviter que chaque co-contractant ne fasse monter les enchères. On peut en effet penser que les autorités marocaines auraient été beaucoup plus exigeantes si elles avaient eu connaissance du plan social contenu dans l’accord belgo-turc.